# Драбина Якова

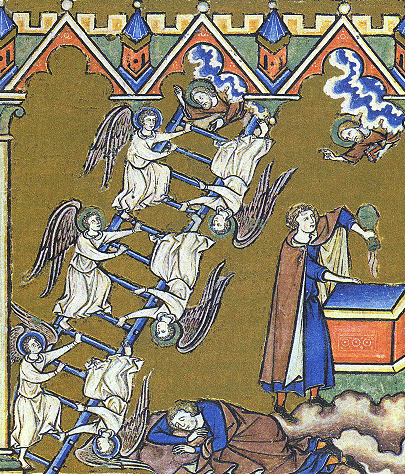
Драбина Якова, ілюстрація з Біблії Мацієвського, бл. 1250 (Морганівська бібліотека, США)

Драбина Якова (івр. סולם יעקב,Sulam Yaakov) — драбина зі сну Якова, що поєднує землю і небо.

## Драбина Якова у Біблії
І снилось йому, — ось драбина поставлена на землю, а верх її сягав аж неба. І ось Анголи Божі виходили й сходили по ній. І ото Господь став на ній і промовив: «Я Господь, Бог Авраама, батька твого, і Бог Ісака. Земля, на якій ти лежиш, — Я дам її тобі та нащадкам твоїм. І буде потомство твоє, немов порох землі. І поширишся ти на захід, і на схід, і на північ, і на південь. І благословляться в тобі та в нащадках твоїх всі племена землі. І ось Я з тобою, і буду тебе пильнувати скрізь, куди підеш, і верну тебе до цієї землі, бо Я не покину тебе, аж поки не вчиню, що Я сказав був тобі.» І прокинувся Яків зо свого сну, та й сказав: «Дійсно, Господь пробуває на цьому місці, а того я й не знав!» І злякався він і сказав: «Яке страшне оце місце! Це ніщо інше, як дім Божий, і це брама небесна.»
Книга Буття, 28:12–17 (переклад Огієнка).

## Іконографія
Драбина Якова — популярний мотив у європейському малярстві починаючи з ранньохристиянського мистецтва. Одне з перших зображень Драбини Якова — фреска в синагозі Дура Европос, створена близько 250 року. Зображення Драбини можна зустріти у римських катакомбах та катакомбах Віа Романа (IV століття).

## Культурні алюзії
- «Драбина Якова» (фільм 1990) — реж. Едріан Лайн, в гол. ролі Тім Роббінс.
- Назва шведської телепередачі.
- Назва фізичного експерименту, в якому електрична дуга, запалена між двома прямими електродами, розташованими у вигляді літери V, підіймається вгору за рахунок власного тепла, потім, після досягнення вершини, гасне, а біля основи системи електродів запалюється нова дуга. Події повторюються циклічно;
- Назва старовинної мексиканської механічної іграшки, яка завдяки зоровій ілюзії імітує спуск дерев'яного бруска по сходах, в той час як насправді нічого не спускається, а бруски просто перевертаються один за іншим.
- Starway to Heawen — після Led Zeppelin, критики часто називають однією з найкращих в історії музики.

## Галерея

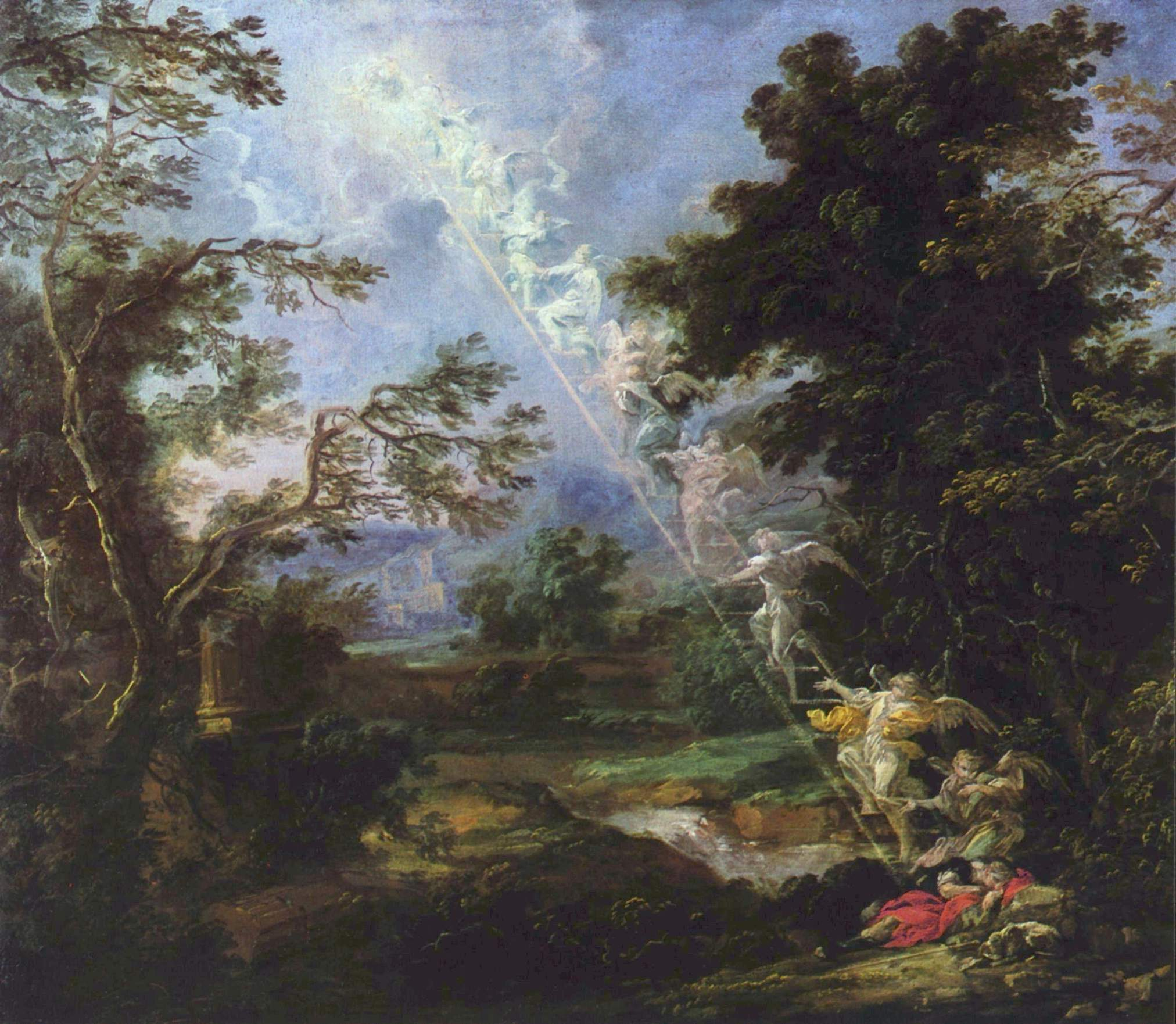
Міхаель Вільман, «Пейзаж зі сном Якова», бл. 1691, Музей Боде (Берлін)
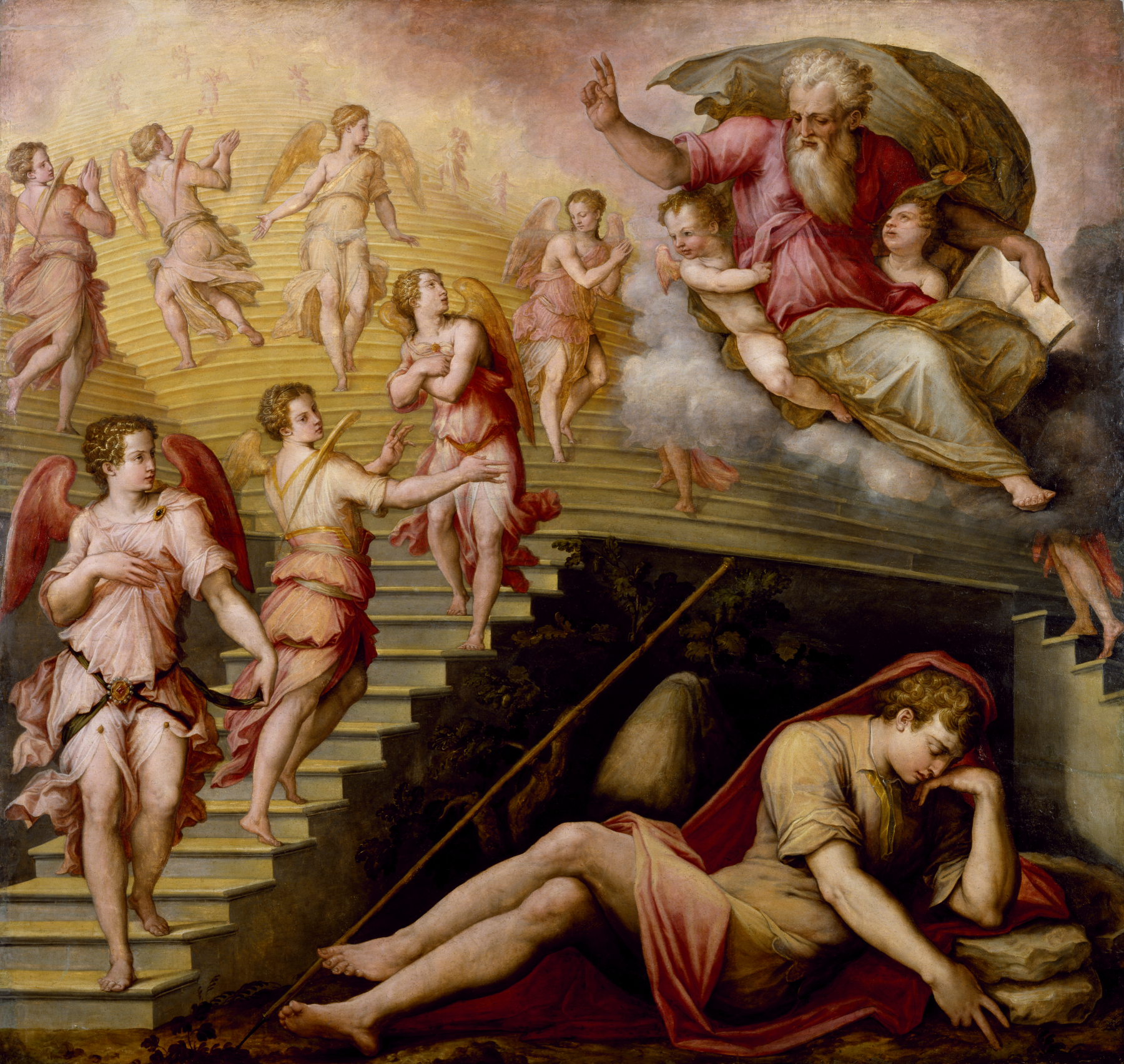
Джорджо Вазарі, «Сон Якова», 1557–1558, Художній музей Волтерс (Балтімор)
Доменіко Фетті, «Сон Якова», бл. 1619, Музей історії мистецтв (Відень)
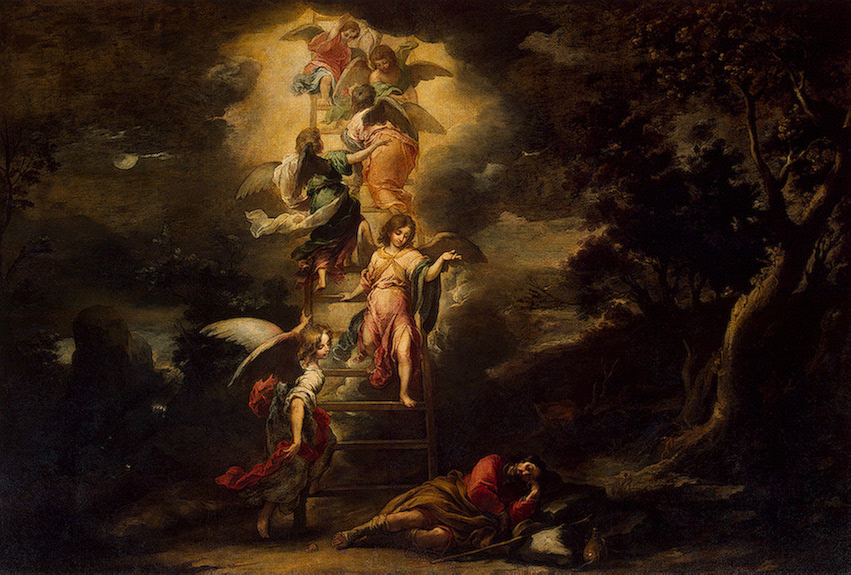
Мурільйо, «Сон Якова», 1660–1665, Ермітаж (Санкт-Петербург)
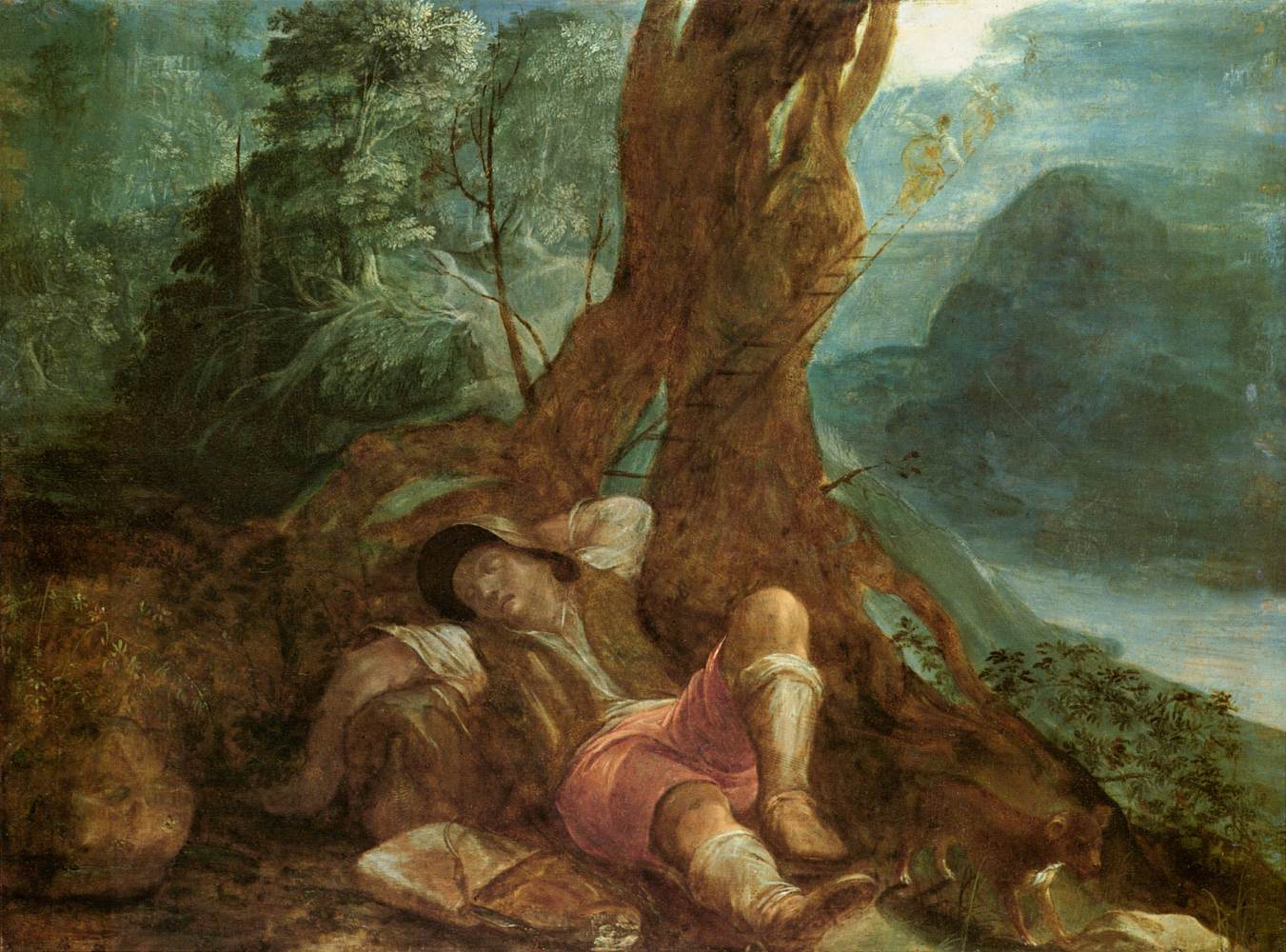
Адам Ельсгаймер, «Сон Якова», друга половина XVI ст., Штедель (Франкфурт-на-Майні)